# Brlog Ozaljski
 Ovo je glavno značenje pojma Brlog Ozaljski. Za druga značenja pogledajte Brlog (razdvojba).
Brlog Ozaljski je naselje u Republici Hrvatskoj, u sastavu Općine Kamanje, Karlovačka županija. 

## Stanovništvo
Prema popisu stanovništva iz 2001. godine, naselje je imalo 93 stanovnika te 35 obiteljskih kućanstava.
| broj stanovnika | 288   | 291   | 258   | 275   | 244   | 249   | 235   | 266   | 296   | 305   | 277   | 197   | 164   | 142   | 93    | 89    | 74    |
|                 | 1857. | 1869. | 1880. | 1890. | 1900. | 1910. | 1921. | 1931. | 1948. | 1953. | 1961. | 1971. | 1981. | 1991. | 2001. | 2011. | 2021. |

## Poznate osobe
- Emilij Laszowski, hrvatski povjesničar i arhivist.